# Division nationale (Schach) 2007/08
Die Division nationale (Schach) 2007/08 war die höchste Spielklasse der luxemburgischen Mannschaftsmeisterschaft im Schach.
Meister wurde die erste Mannschaft von Le Cavalier Differdange, während sich der Titelverteidiger Cercle d'échecs Dudelange mit dem vierten Platz begnügen musste. Aus der Promotion d'honneur waren der Schachklub Nordstad sowie die zweite Mannschaft von De Sprénger Echternach aufgestiegen, beide Aufsteiger mussten aber direkt wieder absteigen. Zu den gemeldeten Mannschaftskadern siehe Mannschaftskader der Division nationale (Schach) 2007/08.

## Modus
Das Turnier war unterteilt in eine Vorrunde und eine Endrunde. Die acht teilnehmenden Mannschaften spielten zunächst ein einfaches Rundenturnier. Die ersten Vier spielten im Poule Haute um den Titel, die letzten vier im Poule Basse gegen den Abstieg. Über die Platzierung entschied zunächst die Summe der Mannschaftspunkte (2 Punkte für einen Sieg, 1 Punkt für ein Unentschieden, 0 Punkte für eine Niederlage), anschließend die Zahl der Brettpunkte (3 Punkte für einen Sieg, 2 Punkte für ein Remis, 1 Punkt für eine Niederlage, 0 Punkte für einen kampflose Niederlage). Für die Endplatzierung wurden sowohl die Punkte aus der Vorrunde als auch die Punkte aus der Endrunde berücksichtigt.

## Spieltermine
Die Wettkämpfe wurden ausgetragen am 30. September, 21. Oktober, 11. November, 2. und 16. Dezember 2007, 13. und 27. Januar, 17. Februar, 2. und 16. März 2008.

## Vorrunde
Das Teilnehmerfeld erwies sich als eine Zweiklassen-Gesellschaft, so dass die Einteilung der Endrunden schon vorzeitig feststand. Einziger zählbarer Erfolg der zweiten Tabellenhälfte gegen die erste war der Sieg von Esch Rochade Reine gegen den Vorjahresmeister Cercle d'échecs Dudelange.

### Abschlusstabelle
| Pl. | Verein                                    | Sp | G | U | V | MP   | Brett-P. |
| --- | ----------------------------------------- | -- | - | - | - | ---- | -------- |
| 01. | Gambit Bonnevoie                          | 7  | 5 | 2 | 0 | 12:2 | 135      |
| 02. | Le Cavalier Differdange I. Mannschaft     | 7  | 5 | 2 | 0 | 12:2 | 132      |
| 03. | Cercle d'échecs Dudelange (M)             | 7  | 4 | 1 | 2 | 9:5  | 129      |
| 04. | De Sprénger Echternach I. Mannschaft      | 7  | 4 | 1 | 2 | 9:5  | 129      |
| 05. | Esch Rochade Reine                        | 7  | 3 | 1 | 3 | 7:7  | 105      |
| 06. | Le Cavalier Differdange II. Mannschaft    | 7  | 1 | 2 | 4 | 4:10 | 95       |
| 07. | Schachklub Nordstad (N)                   | 7  | 1 | 1 | 5 | 3:11 | 92       |
| 08. | De Sprénger Echternach II. Mannschaft (N) | 7  | 0 | 0 | 7 | 0:14 | 69       |

### Entscheidungen
|     | Teilnehmer am Poule Haute: Gambit Bonnevoie, Le Cavalier Differdange I. Mannschaft, Cercle d'échecs Dudelange, De Sprénger Echternach I. Mannschaft |
|     | Teilnehmer am Poule Basse: Esch Rochade Reine, Le Cavalier Differdange II. Mannschaft, Schachklub Nordstad, De Sprénger Echternach II. Mannschaft   |
| (M) | Meister der letzten Saison |
| (N) | Aufsteiger der letzten Saison |

### Kreuztabelle
| Ergebnisse | Ergebnisse                             | 01. | 02. | 03. | 04. | 05. | 06. | 07. | 08. |
| ---------- | -------------------------------------- | --- | --- | --- | --- | --- | --- | --- | --- |
| 01.        | Gambit Bonnevoie                       |     | 16  | 17  | 16  | 22  | 22  | 19  | 23  |
| 02.        | Le Cavalier Differdange I. Mannschaft  | 16  |     | 16  | 18  | 22  | 17  | 20  | 23  |
| 03.        | Cercle d'échecs Dudelange              | 15  | 16  |     | 20  | 14  | 22  | 22  | 20  |
| 04.        | De Sprénger Echternach I. Mannschaft   | 16  | 14  | 12  |     | 21  | 21  | 22  | 23  |
| 05.        | Esch Rochade Reine                     | 10  | 10  | 18  | 11  |     | 16  | 18  | 22  |
| 06.        | Le Cavalier Differdange II. Mannschaft | 10  | 13  | 10  | 11  | 16  |     | 16  | 19  |
| 07.        | Schachklub Nordstad                    | 13  | 10  | 9   | 8   | 14  | 16  |     | 22  |
| 08.        | De Sprénger Echternach II. Mannschaft  | 9   | 9   | 12  | 9   | 9   | 12  | 9   |     |

## Endrunde

### Poule Haute
Bonnevoie und Differdange hatten mit je 12:2 Punkten die besten Ausgangspositionen. Durch eine Niederlage gegen Echternach hätte Bonnevoie gegen Differdange in der letzten Runde einen Sieg benötigt, um Meister zu werden. Es gewann jedoch Differdange und wurde damit Meister.

#### Abschlusstabelle
| Pl. | Verein                                | Sp | G | U | V | MP    | Brett-P. |
| --- | ------------------------------------- | -- | - | - | - | ----- | -------- |
| 01. | Le Cavalier Differdange I. Mannschaft | 10 | 8 | 2 | 0 | 18:2  | 188      |
| 02. | Gambit Bonnevoie                      | 10 | 6 | 2 | 2 | 14:6  | 184      |
| 03. | De Sprénger Echternach I. Mannschaft  | 10 | 5 | 2 | 3 | 12:8  | 174      |
| 04. | Cercle d'échecs Dudelange (M)         | 10 | 4 | 2 | 4 | 10:10 | 171      |

#### Entscheidungen
|     | Luxemburgischer Meister: Le Cavalier Differdange I. Mannschaft |
| (M) | Meister der letzten Saison                                     |

#### Kreuztabelle
| Ergebnisse | Ergebnisse                            | 01. | 02. | 03. | 04. |
| ---------- | ------------------------------------- | --- | --- | --- | --- |
| 01.        | Le Cavalier Differdange I. Mannschaft |     | 17  | 20  | 19  |
| 02.        | Gambit Bonnevoie                      | 15  |     | 15  | 19  |
| 03.        | De Sprénger Echternach I. Mannschaft  | 12  | 17  |     | 16  |
| 04.        | Cercle d'échecs Dudelange             | 13  | 13  | 16  |     |

### Poule Basse
Nach der Vorrunde war Esch praktisch schon gerettet, während die zweite Mannschaft von Echternach keine realistische Chance mehr hatte, dem Abstieg zu entgehen. Die Entscheidung zwischen Differdanges zweiter Mannschaft und Nordstad fiel in der vorletzten Runde, in der sich Differdange durchsetzte.

#### Abschlusstabelle
| Pl. | Verein                                    | Sp | G | U | V | MP    | Brett-P. |
| --- | ----------------------------------------- | -- | - | - | - | ----- | -------- |
| 05. | Le Cavalier Differdange II. Mannschaft    | 10 | 4 | 2 | 4 | 10:10 | 153      |
| 06. | Esch Rochade Reine                        | 10 | 4 | 1 | 5 | 9:11  | 148      |
| 07. | Schachklub Nordstad (N)                   | 10 | 2 | 1 | 7 | 5:15  | 135      |
| 08. | De Sprénger Echternach II. Mannschaft (N) | 10 | 1 | 0 | 9 | 2:18  | 108      |

#### Entscheidungen
|     | Absteiger in die Promotion d'honneur: Schachklub Nordstad, De Sprénger Echternach II. Mannschaft |
| (N) | Aufsteiger der letzten Saison                                                                    |

#### Kreuztabelle
| Ergebnisse | Ergebnisse                             | 05. | 06. | 07. | 08. |
| ---------- | -------------------------------------- | --- | --- | --- | --- |
| 05.        | Le Cavalier Differdange II. Mannschaft |     | 17  | 19  | 22  |
| 06.        | Esch Rochade Reine                     | 13  |     | 10  | 20  |
| 07.        | Schachklub Nordstad                    | 12  | 19  |     | 12  |
| 08.        | De Sprénger Echternach II. Mannschaft  | 9   | 12  | 18  |     |

## Die Meistermannschaft
| 1.            | Le Cavalier Differdange |
| Schachfiguren | Andrei Istrățescu, Philipp Schlosser, Friso Nijboer, Davit Lobzhanidze, Thomas Henrichs, Mietek Bakalarz, Jerry Hartung, Christian Jeitz, Pierre Gengler, Christof Jansen, Norbert Stull, Ansgar Barthel, Steven Wagner, Rudi Mauquoi, Laurent Kirsch, Alexander Boyarchenko, Yves Schlüter, Paul Goerens, Guy Spartz, Gaston Spartz. |